# Incinta per caso
Incinta per caso (Accidentally on Purpose) è una sit-com statunitense, che ha fatto il suo debutto sulla CBS nel settembre del 2009. La serie è interpretata da Jenna Elfman e Jon Foster e si basa su un romanzo di Mary F. Pols.
La serie televisiva è stata cancellata dopo la messa in onda della prima stagione, composta da 18 episodi. La sit-com è andata in onda in Italia dal 9 marzo al 6 luglio 2011 sul canale Fox Life e in chiaro su Rai 2 dal 21 agosto al 14 settembre 2012.

## Trama
La sit-com è incentrata sulle vicende di Billie, una critica cinematografica di San Francisco che si avvia verso i quarant'anni, che incontra Zack, un aspirante chef un po' spiantato e molto più giovane di lei. Dopo aver trascorso una notte assieme, Billie scopre di essere incinta, così inizia un'inusuale convivenza con il futuro papà. Oltre che con l'imminente maternità, Billie deve fare i conti con il suo capo ed ex fidanzato James, che si dimostra geloso di Zack.

## Episodi
| Stagione       | Episodi | Prima TV originale | Prima TV Italia |
| -------------- | ------- | ------------------ | --------------- |
| Prima stagione | 18      | 2009-2010          | 2011            |